# Andrew Miller (rugby à XV)
Pour les articles homonymes, voir Andrew Miller et Miller.
Pas d'image ? Cliquez ici

a Compétitions nationales et continentales officielles uniquement.

b Matchs officiels uniquement.
 Andrew J. Miller (アンドリュー・ミラー), né le 13 septembre 1972 à Te Puke (Nouvelle-Zélande), est un joueur japonais de rugby à XV évoluant au poste de demi d'ouverture.

## Biographie
Andrew Miller joue d'abord pour les Crusaders durant les deux premières années de la compétition du Super 12. Après être parti au Japon pour jouer avec Kobe Steel et avoir passé trois saisons dans la Top League, le championnat japonais, il peut jouer pour l'équipe nationale du Japon. Il dispute ainsi quatre matchs de la Coupe du monde 2003. Pour la saison 2003-2004, il revient en Nouvelle-Zélande pour jouer avec Southland dans la Air New-Zealand Cup.

## Statistiques en équipe nationale
- Sélectionné en équipe du Japon de rugby à XV à 10 reprises
- 70 points (6 essais, 17 transformations, 1 pénalité, 1 drop)
- Sélections par année : 5 en 2002, 5 en 2003